# Filippo Antonio Gualterio (cardinale)
Filippo Antonio Gualterio, o meno propriamente Gualtieri (Fermo, 24 marzo 1660 – Roma, 21 aprile 1728), è stato un cardinale, arcivescovo cattolico e collezionista d'arte italiano, nunzio apostolico in Francia alla corte di Luigi XIV e, per molti anni, vicino agli Stuart.

## Biografia
Discendente di un'antica famiglia orvietana, figlio di Stanislao Gualterio, gonfaloniere di Orvieto, e di Anna Maria Cioli, nobile di Todi. Bisnipote del cardinale Carlo Gualterio (1613-1673) e zio del cardinale Luigi Gualterio (1706-1761). Sepolto nel Duomo di Orvieto all'interno della Cappella di San Brizio assieme allo zio Giannotto Gualterio ed al prozio cardinale Carlo, entrambi arcivescovi di Fermo, ed al fratello Ludovico Anselmo, vescovo di Todi.
Fu creato cardinale da papa Clemente XI nel 1706. Ricevette il titolo di San Crisogono nel 1708. Dal 1709 fu arcivescovo di Todi, fino a quando il titolo passò al fratello Ludovico Anselmo, nel 1714. Ebbe poi il titolo di Santa Cecilia (1724) e infine quello di Santa Prassede (1726).

## Rapporti internazionali
Nominato prima cardinale protettore di Scozia e poi cardinale protettore d'Inghilterra. Commendatore dell'Ordine dello Spirito Santo. Abate di Saint-Remy, Reims, e di Saint-Victor-lès-Paris. Membro onorario dell'Académie des Inscriptions et Belles-Lettres.

## Genealogia episcopale e successione apostolica
La genealogia episcopale è:
- Cardinale François de Joyeuse
- Cardinale François d'Escoubleau de Sourdis
- Arcivescovo Jean-François de Gondi
- Vescovo Étienne de Puget
- Cardinale Toussaint de Forbin-Janson
- Cardinale François de Mailly
- Cardinale Filippo Antonio Gualterio

La successione apostolica è:
- Vescovo Giuseppe Guerra (1708)
- Vescovo Angelo Rendina (1708)
- Vescovo Ludovico Anselmo Gualterio (1708)
- Vescovo Timothée Pescherard, O.F.M.Cap. (1715)
- Vescovo Pierre-François Lafitau (1720)
- Vescovo Carlo Antonio Donadoni, O.F.M.Conv. (1723)
- Vescovo Joseph-Louis de Cohorn de La Palun (1725)